# Medmassa lesserti
Medmassa lesserti är en spindelart som beskrevs av Embrik Strand 1916. Medmassa lesserti ingår i släktet Medmassa och familjen flinkspindlar. Inga underarter finns listade i Catalogue of Life.